# Jaro Fürth
Jaro Fürth, rodným jménem Edwin Fürth-Jaro (21. duben 1871 Praha – 12. listopad 1945 Vídeň) byl český a rakouský herec.

## Život
Narodil se v pražské židovské rodině. Studoval v Praze práva, avšak zlákalo ho herectví. Kariéru začal ve Skandinávii, pod vedením Alexandera Römplera. Roku 1905 odjel do Vídně a nastoupil ve zdejším Deutschen Volkstheateru. Později zamířil do Berlína, kde začal hrát v prvních němých filmech, zejména pod vedením Friedricha Wilhelma Murnaua – k nejvýznamnějším patřil horor Der Janus-Kopf z roku 1920 a drama Satanas. Roku 1925 hrál ve snímku Georga Wilhelma Pabsta, rovněž českého rodáka, nazvaném Die freudlose Gasse, po boku mladé Grety Garbo.
Ve zvukové éře hrál například v Lamačově adaptaci operety Netopýr z roku 1931, po boku Anny Ondrákové. Po nástupu nacistů k moci v Německu roku 1933 Fürth odešel zpátky do Vídně, avšak po Anšlusu byl zadržen a v roce 1942 uvězněn v koncentračním táboře Terezín. Válku přežil, ale zemřel krátce po ní.